# Предоза
Предо̀за (на италиански: Predosa; на пиемонтски: la Priosa, ла Пъриоза) е село и община в Северна Италия, провинция Алесандрия, регион Пиемонт. Разположено е на 136 m надморска височина. Населението на общината е 2078 души (към 2010 г.).